# 新田部皇女
新田部皇女（にいたべのひめみこ，？—699年10月23日）是日本第38代天皇天智天皇皇女，天武天皇之妃。
新田部皇女的母亲是橘娘，橘娘的父亲是阿倍内麻呂。同母姐为明日香皇女。新田部皇女嫁给叔父天武天皇為妃，生下儿子舍人親王。文武天皇三年（699年）九月廿五日，新田部皇女死亡時，天武天皇的孙子文武天皇敕王臣、百官人等會葬。

## 家庭
- 父：天智天皇
- 母：阿倍橘娘（父：阿倍内麻呂）
- 姐：明日香皇女（忍壁皇子妃）
- 夫：天武天皇
- 子：舍人親王